# Nybohovshissen
| Tunnelstrecke                                                                      |           |             |           |
| Streckenlänge:                                                                     | 0,23 km   |             |           |
| Maximale Neigung:                                                                  | 16,26 ‰   |             |           |
| Streckengeschwindigkeit:                                                           | 12,5 km/h |             |           |
|                                                                                    |           |             |           |
| \| \| 0,23 \| Bergstation \| 58 m ö.h. \| \| \| 0,00 \| Talstation \| 21 m ö.h. \| |           |             |           |
| Haltepunkt / Haltestelle Streckenanfang                                            | 0,23      | Bergstation | 58 m ö.h. |
| Haltepunkt / Haltestelle Streckenende                                              | 0,00      | Talstation  | 21 m ö.h. |

Der Nybohovshissen ist ein Schrägaufzug in der schwedischen Hauptstadt Stockholm. Er verkehrt zwischen der U-Bahn-Station Liljeholmen und dem Nybohovsberget in Liljeholmen. Eigentümer und Betreiber ist Storstockholms Lokaltrafik (SL).

## Geschichte
In den 1950er und 1960er Jahren wuchs Stockholm so schnell, dass der Platz im Stadtgebiet nicht mehr ausreichte. Außerhalb der ursprünglichen Stadtgrenzen entstanden neue Stadtteile. Die U-Bahn wurde auf die neuen Vororte ausgedehnt, um die Stadtteile miteinander zu verbinden.
Im Rahmen des sogenannten Miljonprogrammet (Millionenprogramm), nach dem in zehn Jahren eine Million neue Wohneinheiten gebaut werden sollten, baute Svenska Bostäder (eine Wohnungsgesellschaft in Stockholm) eine „moderne“ Stadt auf dem Berg Nybohov. Etwa zur gleichen Zeit, 1964, wurde die U-Bahn-Strecke Röda linjen, intern Tub 2 genannt, über Liljeholmen nach Fruängen erweitert. Um ein bequemes Transportmittel den steilen Nybohov-Hügel hinauf anzubieten, wurde der Nybohovshissen gebaut, um die U-Bahn-Station mit Nybohov zu verbinden.
Die Strecke wurde am 5. April 1964 eingeweiht. Bis 1970 war die Fahrt gebührenpflichtig. Einzelfahrten kosteten 25 Öre, die angerechnet wurden, wenn die Fahrt mit der U-Bahn fortgesetzt wurde. Nachdem die Gebühr abgeschafft wurde und kein Schaffner mehr mitfuhr, wurde der Wagen mit Wachen besetzt, um Vandalismus zu vermeiden. Jetzt sind Überwachungskameras installiert, die an das Sicherheitscenter von SL angeschlossen sind.

## Bilder

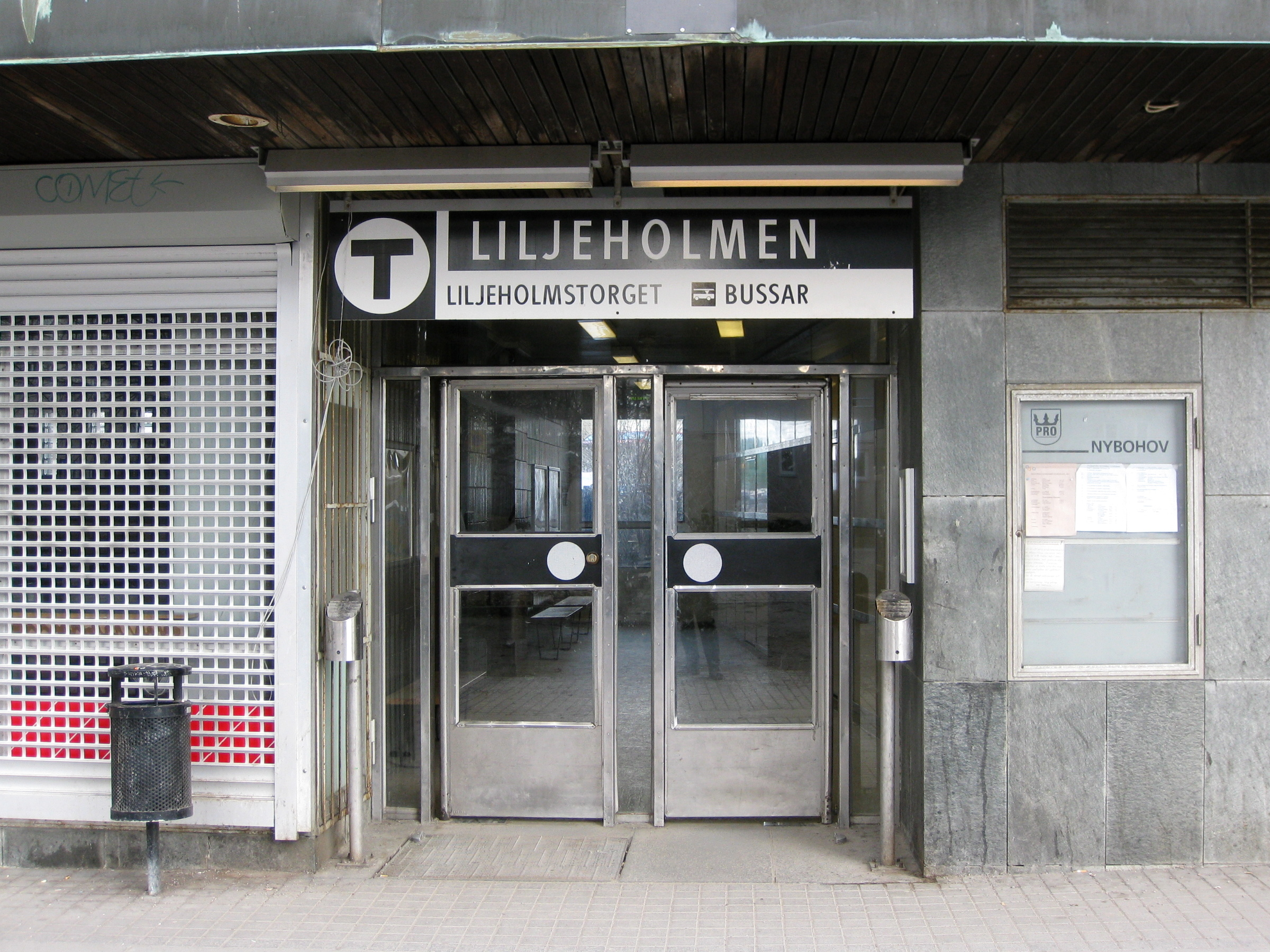
Eingang der Bergstation Nybohovsberget
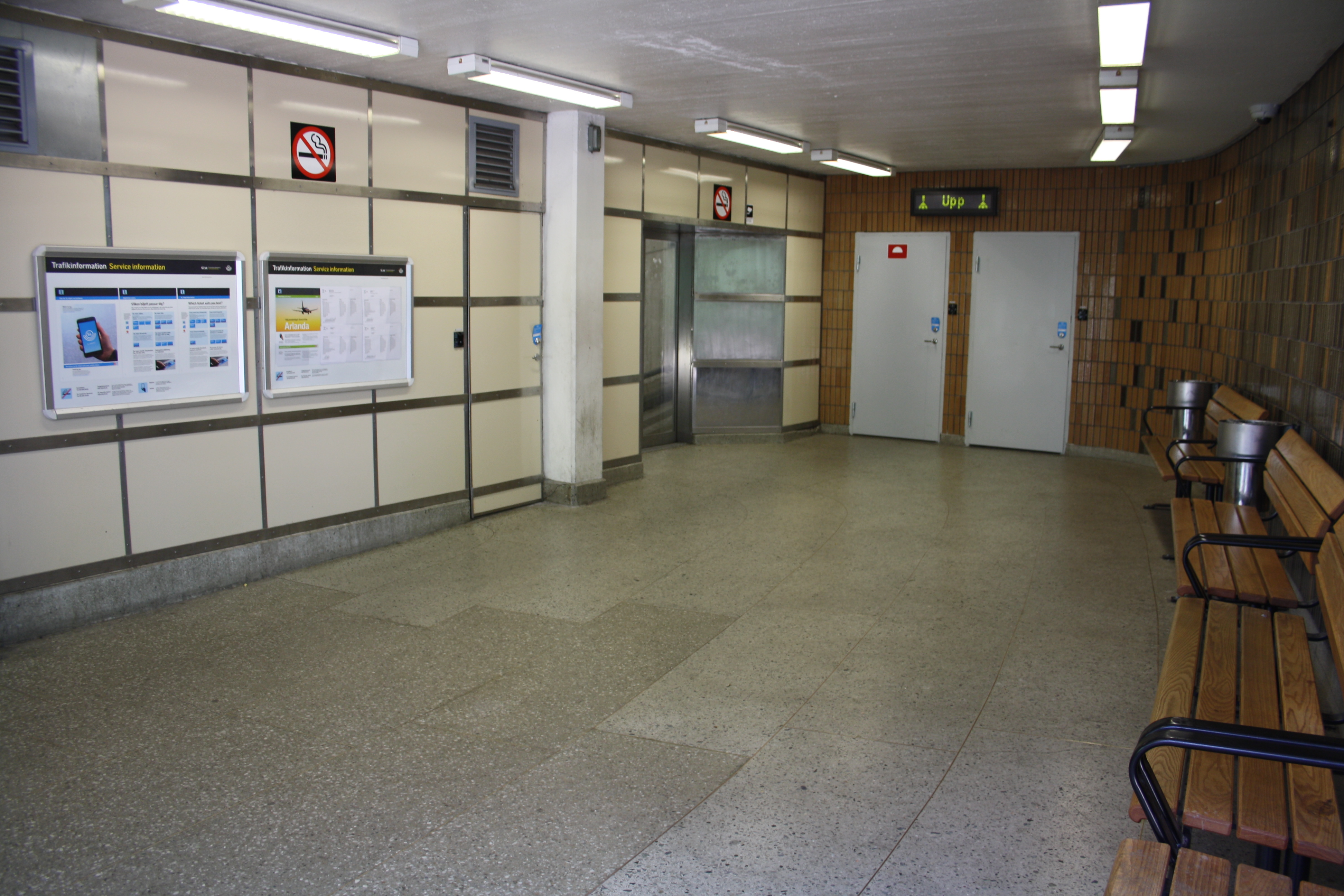
Wartehalle der Talstation
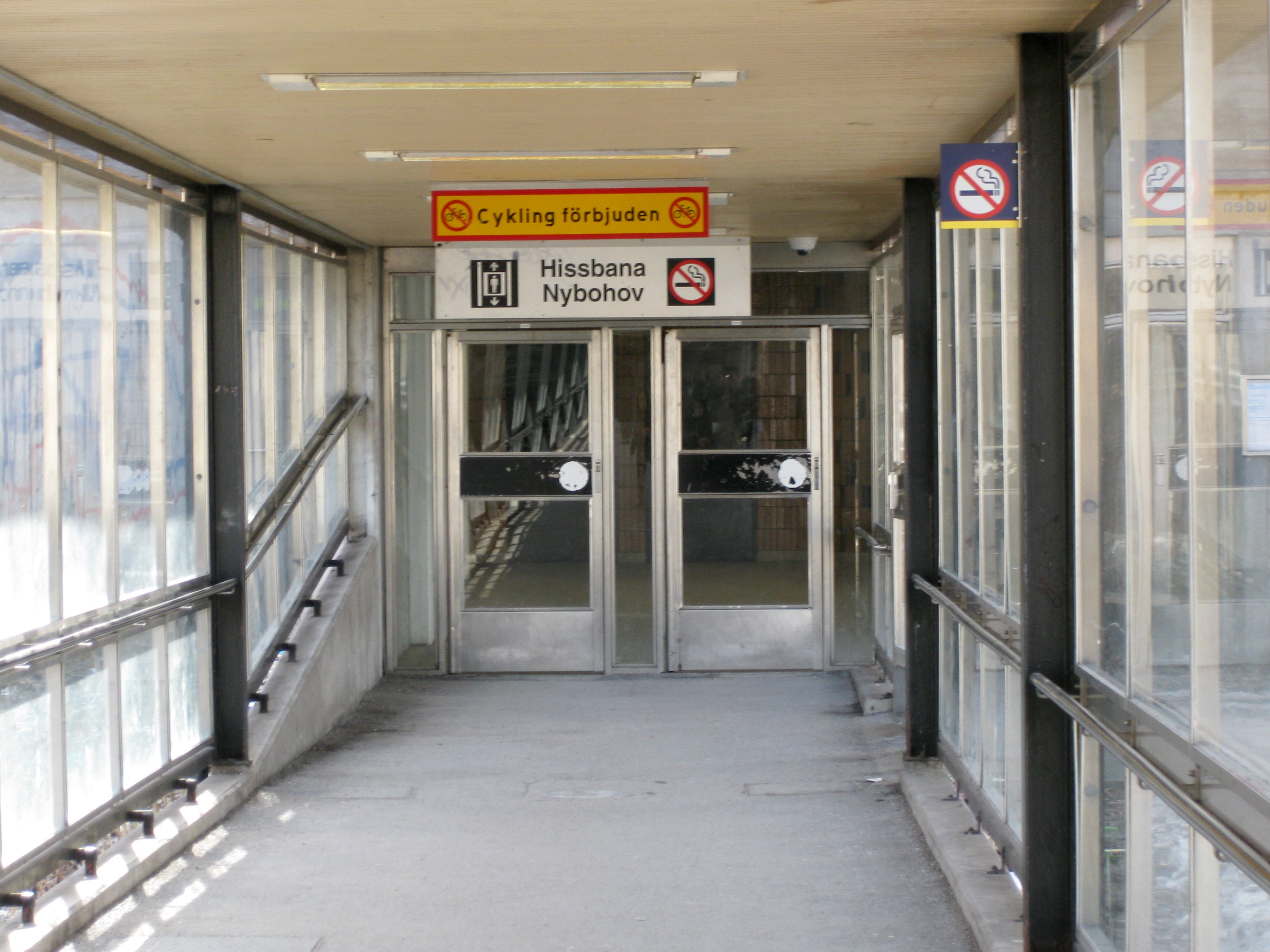
Eingang zur Talstation

## Technik
Der Aufzug fährt größtenteils in einem Felsentunnel, die obersten zehn Meter jedoch in einem Betontunnel unter einem Wohngebäude. Die Strecke ist 230 Meter lang. Der Höhenunterschied beträgt 37 Meter und die Fahrzeit 2 Minuten und 16 Sekunden. Die Talstation hat eine kleine Wartehalle und ist über einen Gehweg etwa 140 Meter von der U-Bahn-Station Liljeholmen zu erreichen.
Der Antriebsmotor von Ziehl-Abegg mit 37 kW befindet sich in einem Kellerraum der Bergstation und wird mit 220 Volt Gleichspannung betrieben. Die Stromversorgung des Wagens selbst erfolgt über eine Freileitung ähnlich wie bei Straßenbahnen. Damit werden die Beleuchtung und andere elektrische Geräte im Wagen mit Strom versorgt.
Der Aufzug wird mit einem Wagen bedient, der in seiner Innenausstattung den C4-U-Bahn-Wagen aus den 1960er Jahren gleicht. Der Wagen wurde zwischen November 2008 und dem 1. März 2009 renoviert und erhielt die blaue Lackierung wie die C20-U-Bahn-Wagen. Ursprünglich hatte der Wagen Platz für 35 Personen, dies wurde jedoch auf 17 Plätze reduziert. Der Wagen fährt auf Gummirädern und wird von einem Seil gezogen. Vom Wagen läuft das Zugseil um eine Rolle in der oberen Station. Am anderen Ende ist ein Gegengewicht angebracht, das sich zwischen den Fahrspuren des Wagens bewegt.
Entlang der Strecke verläuft ein Weg für eine mögliche Notevakuierung.
Wenn der Aufzug außer Betrieb ist, verkehren Ersatzbusse zwischen Liljeholmstorget und Nybohov. Die Strecke wurde im September 2004 wegen Reparaturen sowie in den Jahren 2006 und 2007 wegen des mangelhaften Brandschutzes für einige Monate gesperrt. Ende 2007 und von November 2008 bis März 2009 war sie wegen Umbau und Renovierung geschlossen.
Am 27. Dezember 2020 erfolgte eine erneute Stilllegung, da das Antriebsseil ersetzt werden muss.

## Erwähnenswertes
Im Tunnel selbst, der nur zu Reparaturarbeiten betreten werden kann, sitzen in den Mauernischen zahlreiche Teddybären, deren Herkunft offiziell nicht bekannt ist.